# L’Agefi
L’Agefi [l‿a.ʒe.fi] ist eine Schweizer eine zweiwöchentlich erscheinende Zeitschrift, die hauptsächlich Wirtschafts- und Finanzinformationen sowie politische Nachrichten, die die Wirtschaft beeinflussen, enthält. Sie wurde 1950 von Jean Hussard gegründet und wird von der «AGEFI, Société de l’Agence Economique et Financière S.A.» (kurz: Agefi SA) verlegt. Die (nicht beglaubigte) Auflage hat sich aufgrund finanzieller Schwierigkeiten der Zeitung von 10'000 auf 5'000 Exemplare halbiert. Das Online-Portal agefi.com erreicht über 840'000 Unique Clients und 1’850’000 Page Impressions pro Jahr.

## Allgemeines
Der Hauptsitz der Zeitung befindet sich in Lausanne, Kanton Waadt. Daneben verfügt sie über mehrere Büros, darunter in Zürich, Bern und Genf sowie in Brüssel, in Frankreich, Grossbritannien und Italien. Sie publiziert monatlich mehrere Beilagen und Magazine.
L’Agefi sieht sich als Nischenprodukt für eine gehobene Zielgruppe aus Finanz und Wirtschaft, für Vermögensverwalter, private und institutionelle Anleger, Treuhänder, Rechtsanwälte, Manager usw. Über Politik wird vor allem dort berichtet, wo sie die Wirtschaft bestimmt. L’Agefi verfügt dafür auch über zwei politische Journalisten in Bern.

## Geschichte
L’Agefi wurde 1950 in Zürich vom französischen Journalisten Jean Hussard gegründet, der für die gleichnamige französische Tageszeitung L’Agefi arbeitete, herausgegeben von der 1911 in Paris von Robert Bollack gegründeten «L’Agence économique et financière» (L’Agefi Frankreich). 1980 wurde die in finanziellen Schwierigkeiten steckende Zeitung von L’Agefi Frankreich übernommen und zunächst nach Genf, dann nach Lausanne verlegt. 1984 kauften Jean-Pierre Peyraud und Bruno Bertez L’Agefi Frankreich, verkauften das Unternehmen nach der kostenintensiven Lancierung der La Tribune und einem Konflikt mit der Gewerkschaft CGT aber bereits 1987 wieder zusammen mit der Wochenzeitschrift La Vie française (heute: La Vie financière) an die von Jean-Louis Servan-Schreiber kontrollierte Wirtschaftspresse-Gruppe «L’Expansion» (Herausgeberin u. a. der Monatszeitschrift L’Expansion). Nach weiteren Zukäufen in Europa benannte sich die Gruppe in «L’Eurexpansion» um. Infolge des markanten Einbruchs der Anzeigenerlöse Anfang der 1990er Jahre musste Servan-Schreiber die Gruppe 1994 an die «Compagnie Européenne de Publication» (CEP) von Christian Brégou verkaufen.
Schon zuvor, im ersten Quartal 1993, verkaufte Servan-Schreiber die Agefi SA mit einem Aktienkapital von 1,965 Mio. CHF an deren Generaldirektor Alain Fabarez (1945–2013). Chefredaktor wurde Emmanuel Garessus. Um sich hauptsächlich der Tageszeitung widmen zu können, beschloss die Gesellschaft, ihren 50-%-Anteil an Agedip S.A., die die Monatszeitschrift Bilan herausgab, an den Mitaktionär, den Lausanner Verlag Edipresse, zu verkaufen. Das Aktienkapital wurde auf 665'000 CHF herabgesetzt und die Gesellschaft in die «L’Agefi Holding SA» eingegliedert. 1996 wurde als weitere Tochter der L’Agefi Holding SA die «Agefi Com SA» in Genf mit einem Aktienkapital von 200'000 CHF gegründet.
1999 benannte sich die L’Agefi Holding SA in «Agefi Groupe SA» (AGEN) um und ging an die Börse SWX Swiss Exchange. Die Zeitung wollte nun vermehrt Generalistin sein. 2004 ging L’Agefi durch eine Krise, Redaktionsdirektor Emmanuel Garessus und Chefredaktor Pierre Vaya verliessen die Zeitung und wechselten zu Le Temps.
Ende 2006 fusionierte die Klinikgruppe Genolier, um auf diese Weise die Börsenkotierung zu erwirken, mit der Agefi Groupe SA zur AGEN Holding SA. Im Februar 2009 benannte sich die AGEN Holding SA in Genolier Swiss Medical Network SA (heute Teil der AEVIS Holding SA, Fribourg) um und verkaufte 51 % der Agefi SA für 5 Mio. CHF an den umstrittenen französisch-schweizerischen, im Bereich Luxusgüter und Immobilien sowie als Zulieferer für die französische Rüstungsindustrie tätigen Geschäftsmann Alain Duménil.
Am 1. März 2009 trat François Schaller (früherer Chefredaktor von PME Magazine et Private banking) als Delegierter, Chefredaktor der Tageszeitung L’Agefi und Herausgeber ihrer Beilagen und Magazine ins Unternehmen ein. L’Agefi konzentrierte sich nun wieder stärker auf Wirtschafts- und Finanzthemen. Seit dem 1. Juli 2013 war Olivier Bloch, zusammen mit Roland Ray Eigentümer der Inseratevermarktungsfirma Mediapresse – Pub S.A., neuer Generaldirektor des Unternehmens. 2013 übernahm Agefi SA das 2011 gegründete Lausanner Unternehmen MediaCity (mit den Lifestyle-Magazinen Agefi Life, Profil, Work und Capital Santé), das ihr bereits zu 50 % gehört hatte, vollständig.
2016 zog die Redaktion von Lausanne in den Vorort Echandens in Büros der AEVIS Holding um, die 49 % des Aktienkapitals von L’Agefi hält.
Seit dem 1. Mai 2017 führte FDP-Nationalrat Fathi Derder L’Agefi als Chefredaktor, seit Mitte Juni 2018 war Luc Petitfrère neuer Chefredaktor.

## Beilagen und Magazine
- Indices ist eine monatliche Beilage von L’Agefi. Sie ist auf Finanzen und Investitionen ausgerichtet sowie auf Themen der Makroökonomie und des Managements. Zielgruppe sind Fachleute der Vermögensverwaltung, Unternehmenschefs und sonstige Führungskräfte, Unternehmer und private Anleger. Chefredaktorinnen sind Danielle Hennard und Nicolette de Joncaire.[18]
- L’Agefi magazine wird ebenfalls L’Agefi beigelegt, kann aber auch separat abonniert werden. Es  behandelt allgemeine Wirtschaftsthemen, Investmentfonds, Unternehmensgründungen, die Hochfinanz, die Banquiertagung, Energie und Biotechnologie. Es geht in jeder Ausgabe auf ein spezielles Thema ein und erscheint acht Mal pro Jahr.[19] Die (nicht beglaubigte) Auflage beträgt 15'000 Exemplare.[20] Chefredaktor ist Noël Labelle.
- Agefi Immo ist das Immobilien-Magazin von L’Agefi. Es erscheint elf Mal jährlich (zum ersten Mal im Mai 2014), wird L’Agefi beigelegt und am Kiosk verkauft. Es informiert über zum Verkauf stehende Grundstücke in der Westschweiz und behandelt Themen zur Finanzierung, Renovation und Ausstattung von Liegenschaften. Geschäftsführer ist Franck Peyssonneaux.[21]
- Agefi Life ist ein Lifestyle-Magazin, das sich an Männer richtet. Chefredaktorin ist Caroline Spir.[22]
- Profil wurde 1998 gegründet. Es ist ein Lifestyle-Magazin, das sich an aktive Frauen zwischen 30 und 55 Jahren richtet. Es will sich von herkömmlichen Frauenzeitschriften durch den Fokus auf kulturelle Themen abheben. Chefredaktorin ist Lucie Notari.[23]
- Das Magazin Work wird in Zusammenarbeit mit L’Agefi von Experten aus Politik, Finanz, Wirtschaft, Wissenschaft und Kunst geschrieben und berichtet schwergewichtig über Frauen, die Unternehmen führen. Chefredaktorin ist Nicolette Joncaire.[24]
- bliss ist ein Frauenmagazin. Chefredaktorin ist Caroline Schmidt.[25]